# 370-es busz
A 370-es jelzésű autóbusz (korábban 1-es busz) Dunakeszi egyik helyi járata volt. Körjáratként közlekedett, érintette Dunakeszi alsó, Dunakeszi, Alagimajor és Dunakeszi-Gyártelep megállókat, azonban a teljes vonalat csupán naponta egyszer tette meg. A vonalat a Volánbusz üzemeltette.
2009. június 16-án Dunakeszi térségében is bevezették a budapesti agglomerációs forgalmi térségben alkalmazott egységes járatszámozásos rendszert, így a járat korábbi 1-es jelzését 370-esre változtatták.

## Megállóhelyei
| 0  | Dunakeszi, Szabadságliget          | 372, 373                                          |
| 1  | Dunakeszi, Alsó vasúti megállóhely | 372, 373 Budapest–Szob (Dunakeszi alsó)           |
| 2  | Dunakeszi, Rozmaring utca          | 372, 373                                          |
| 3  | Dunakeszi, vasútállomás            | 325, 327, 371, 372, 373 Budapest–Szob (Dunakeszi) |
| 4  | Dunakeszi, Verseny utca            | 325, 327, 371, 372, 373                           |
| 5  | Dunakeszi, Kossuth utca            |                                                   |
| 6  | Dunakeszi, Fóti út 2.              | 308, 309, 310, 311, 321, 325, 327, 371, 372, 373  |
| 7  | Dunakeszi, Fóti út 30.             | 321, 325, 327, 371, 372                           |
| 8  | Dunakeszi, Fóti út 56.             | 321, 325, 327, 371, 372                           |
| 9  | Dunakeszi, Szociális Foglalkoztató | 321, 325, 327, 371, 372                           |
| 10 | Dunakeszi, alagi major bejárati út | 371                                               |
| 11 | Dunakeszi, alagi major             | 371 Budapest–Vác (Alagimajor)                     |
| 12 | Dunakeszi, alagi temető            | 321, 325, 327, 371, 372                           |
| 13 | Dunakeszi, Szociális Foglalkoztató | 321, 325, 327, 371, 372                           |
| 14 | Dunakeszi, Fóti út 56.             | 321, 325, 327, 371, 372                           |
| 15 | Dunakeszi, Szent Imre tér          | 308, 309, 310, 311, 323, 327, 372                 |
| 16 | Dunakeszi, Báthory István utca     | 309, 311, 323, 327, 372                           |
| 17 | Dunakeszi, Bocskai utca            | 309, 311, 323, 327, 372                           |
| 18 | Dunakeszi, Szilágyi utca           | 309, 311, 323, 327, 372                           |
| 19 | Dunakeszi, Széchenyi utca 2.       | 309, 311, 323, 327, 372                           |
| 20 | Dunakeszi, 4. számú óvoda          | 309, 311, 323, 327, 372                           |
| 21 | Dunakeszi, Zápolya utca 26.        | 323, 327, 372                                     |
| 22 | Dunakeszi, Béke utca               | 323, 327, 372 Budapest–Szob (Dunakeszi-Gyártelep) |
| 23 | Dunakeszi, Nap utca                | 327                                               |
| 24 | Dunakeszi, Barátság utca 39.       | 301, 302, 303, 305, 306, 325, 327                 |
| 25 | Dunakeszi, Barátság utca 9.        | 301, 302, 303, 305, 306, 325, 327                 |
| 26 | Dunakeszi, Szent István u. SZTK    | 325, 327                                          |
| 27 | Dunakeszi, Táncsics utca (vasbolt) | 308, 309, 310, 311, 325, 327, 372, 373            |
| 28 | Dunakeszi, Verseny utca            | 325, 327, 371, 372, 373                           |
| 29 | Dunakeszi, vasútállomás            | 325, 327, 371, 372, 373 Budapest–Szob (Dunakeszi) |
| 30 | Dunakeszi, Rozmaring utca          | 372, 373                                          |
| 31 | Dunakeszi, Alsó vasúti megállóhely | 372, 373 Budapest–Szob (Dunakeszi alsó)           |
| 32 | Dunakeszi, Szabadságliget          | 372, 373                                          |